# Toxotes microlepis
Toxotes microlepis  (лат.) — вид лучепёрых рыб семейства брызгуновых (Toxotidae). Это самые мелкие из рыб-брызгунов. Они достигают максимальной длины 15 см. Toxotes microlepis живут в тропическом Индо-Тихоокеанском регионе и являются потамодромами, совершая миграции только в пресной воде.

## Внешний вид и строение
У Toxotes microlepis остроконечное рыло и большие глаза. Спина относительно ровная, а брюхо выгнутое. У них один спинной плавник с четырьмя или пятью жесткими лучами. Боковая линия состоит обычно из 40 до 42 чешуек, хотя некоторые образцы, обнаруженные в Меконге, имели от 34 до 37 чешуек в боковой линии. Ранее вид Toxotes blythii считался идентичным Toxotes microlepis. Различия в строении и окраске привели к выделению нового вида Toxotes blythii.
Как и у других брызгунов, на боках у них тёмные клиновидные полосы или пятна, которые могут быть жёлтыми или серебристыми. Они достигают максимальной длины 15 сантиметров в дикой природе и 12 сантиметров в неволе. Их иногда путают с полосатым брызгуном (Toxotes jaculatrix). Оба вида имеют четыре или пять клиновидных жестких лучей в спинных плавниках. Тем не менее, полоски у полосатого брызгуна простираются до спинного плавника, в то время как у Toxotes microlepis нет; они останавливаются ниже спинного плавника, с другим темным пятном на самом плавнике. У Toxotes microlepis также более короткое рыло, чем у других брызгунов.

## Питание
Toxotes microlepis питаются наземными насекомыми (которых они могут сбивать налету струйкой воды), зоопланктоном, ракообразными и личинками насекомых.

## Распространение и места обитания
Toxotes microlepis обитают в крупных реках и эстуариях в Азии и индийско-тихоокеанском регионе. Они распределены в бассейнах рек Меконг и Чаупхрая, а также в водах Малайского полуострова, Суматры и Борнео. Они встречаются вблизи берегов в текучих и стоячих водах, обычно под нависающими растениями. Toxotes microlepis описан как «пресноводный брызгун», так как он не перемещается в соленую воду в течение своей жизни, как некоторые другие брызгуны. Он чаще встречается далеко от устья рек, чем другие виды рода.

## Toxotes microlepisи человек
Некоторые аквариумисты считают, что Toxotes microlepis является наиболее часто продаваемым видом брызгунов. Его часто путают с другими брызгунами (такими как полосатый брызгун и пятнистый брызгун (Toxotes chatareus)), и могут продаваться с ними как один вид. Toxotes microlepis не нуждаются в солоноватой воде, как другие брызгуны (хотя он может жить в солоноватой воде); поэтому он иногда продается как «пресноводный брызгун».